# Nkonga
Nkonga est un village de la Région du Littoral du Cameroun, situé dans la commune de Pouma. 

## Population et développement
En 1967, la population de Nkonga était de 965 habitants. La population de Nkonga était de 939 habitants dont 493 hommes et 446 femmes, lors du recensement de 2005.  

## Personnalités nées à Nkonga
- Martin Balepa (1946), statisticien